# Вірджинія (Міннесота)
Вірджинія (англ. Virginia) — місто (англ. city) в США, в окрузі Сент-Луїс штату Міннесота. Населення — 8421 особа (2020).

## Географія
Вірджинія розташована за координатами 47°30′50″ пн. ш. 92°31′9″ зх. д. / 47.51389° пн. ш. 92.51917° зх. д. (47.514010, -92.519133).  За даними Бюро перепису населення США в 2010 році місто мало площу 49,67 км², з яких 48,82 км² — суходіл та 0,85 км² — водойми.

### Клімат
| Клімат : Вірджинія    | Клімат : Вірджинія | Клімат : Вірджинія | Клімат : Вірджинія | Клімат : Вірджинія | Клімат : Вірджинія | Клімат : Вірджинія | Клімат : Вірджинія | Клімат : Вірджинія | Клімат : Вірджинія | Клімат : Вірджинія | Клімат : Вірджинія | Клімат : Вірджинія | Клімат : Вірджинія |
| Показник              | Січ.               | Лют.               | Бер.               | Квіт.              | Трав.              | Черв.              | Лип.               | Серп.              | Вер.               | Жовт.              | Лист.              | Груд.              | Рік                |
| Середній максимум, °C | −8,9               | −4,4               | 2,2                | 10,6               | 18,9               | 23,3               | 25,0               | 23,9               | 17,8               | 11,1               | 0,6                | −6,1               | 9,4                |
| Середній мінімум, °C  | −21,1              | −16,7              | −10                | −2,8               | 3,9                | 8,9                | 11,7               | 10,6               | 6,1                | 0,0                | −8,3               | −17,2              | −2,8               |
| Норма опадів, мм      | 20                 | 13                 | 28                 | 41                 | 69                 | 117                | 99                 | 94                 | 86                 | 64                 | 36                 | 18                 | 688                |
| --------------------- | ------------------ | ------------------ | ------------------ | ------------------ | ------------------ | ------------------ | ------------------ | ------------------ | ------------------ | ------------------ | ------------------ | ------------------ | ------------------ |
| Джерело: Weatherbase  |                    |                    |                    |                    |                    |                    |                    |                    |                    |                    |                    |                    |                    |

## Демографія
Згідно з переписом 2010 року, у місті мешкало 8712 осіб у 4242 домогосподарствах у складі 2019 родин. Густота населення становила 175 осіб/км².  Було 4738 помешкань (95/км²).
Расовий склад населення:
| - 91,7 % — білих - 3,0 % — корінних американців - 1,6 % — чорних або афроамериканців - 0,5 % — азіатів |

До двох чи більше рас належало 2,9 %. Частка іспаномовних становила 1,5 % від усіх жителів.
За віковим діапазоном населення розподілялося таким чином: 18,9 % — особи молодші 18 років, 59,1 % — особи у віці 18—64 років, 22,0 % — особи у віці 65 років та старші. Медіана віку мешканця становила 44,9 року. На 100 осіб жіночої статі у місті припадало 91,9 чоловіків;  на 100 жінок у віці від 18 років та старших — 89,8 чоловіків також старших 18 років.
Середній дохід на одне домашнє господарство  становив 45 197 доларів США (медіана — 34 075), а середній дохід на одну сім'ю — 61 455 доларів (медіана — 53 488). Медіана доходів становила 43 684 долари для чоловіків та 35 275 доларів для жінок. За межею бідності перебувало 23,7 % осіб, у тому числі 35,7 % дітей у віці до 18 років та 8,3 % осіб у віці 65 років та старших.
Цивільне працевлаштоване населення становило 3614 особи. Основні галузі зайнятості: освіта, охорона здоров'я та соціальна допомога — 25,5 %, роздрібна торгівля — 11,9 %, мистецтво, розваги та відпочинок — 10,0 %, виробництво — 9,9 %.